# Tyrannochthonius xinzhaiensis
Espèce
Tyrannochthonius xinzhaiensis est une espèce de pseudoscorpions de la famille des Chthoniidae.

## Distribution
Cette espèce est endémique du Yunnan en Chine. Elle se rencontre dans le xian de Zhenxiong à Xinzhai dans la grotte Daguoquan.

## Description
Les mâles mesurent de 2,76 à 2,85 mm et les femelles de 2,69 à 2,88 mm.

## Systématique et taxinomie
Cette espèce a été décrite par Li en 2022.

## Étymologie
Son nom d'espèce, composé de xinzhai et du suffixe latin -ensis, « qui vit dans, qui habite », lui a été donné en référence au lieu de sa découverte, Xinzhai.

## Publication originale
- Li, 2022 : « Five new troglobitic species of Tyrannochthonius (Arachnida, Pseudoscorpiones, Chthoniidae) from the Yunnan, Guizhou and Sichuan Provinces, China. » ZooKeys, no 1131, p. 173–195 (texte intégral).